# Raffaele De Vico
Raffaele De Vico (Penne, 18 aprile 1881 – Roma, 15 agosto 1969) è stato un architetto italiano.

## Biografia

### Formazione e primi incarichi

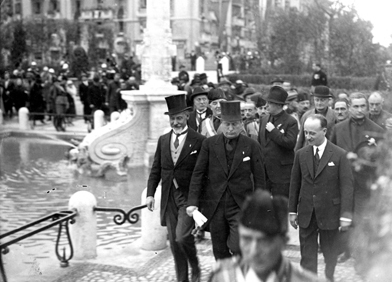
Inaugurazione di Piazza Mazzini. In primo piano, da sinistra verso destra: Filippo Cremonesi; Benito Mussolini; Raffaele de Vico.

Nasce a Penne (Teramo, oggi Pescara) il 18 aprile 1881 dallo scultore Angelo De Vico e da Emma Bartolini.
La sua prima formazione presso la sezione Agrimensura dell'istituto tecnico di Chieti e successivamente come perito tecnico agrario presso l'attività dello zio Vincenzo Sbozzieri, gli fornisce le basi per la conoscenza delle piante.
Nel 1902 conosce Giuseppe Sacconi che gli fa dono del volume del pittore e architetto Paolo Camillo Landriani Probabilmente attraverso Giuseppe Sacconi conosce il di questi collaboratore ingegnere Pompeo Passerini, con il quale collaborerà in importanti opere.
Lavora nel 1906-1907 presso l'ufficio di Lino De Cecco, ingegnere capo dell'ufficio tecnico di Castellammare Adriatico (oggi Pescara) che fu il suo primo maestro; qui conosce anche Gabriele D'Annunzio.
S'iscrive nel 1907 all'Accademia di Belle Arti di Roma, dove consegue il diploma di Professore di disegno architettonico e conosce lo scultore e accademico d'Italia Ettore Ferrari, che esercitava la presidenza presso l'istituto, e vi stringe amicizia. Successivamente viene da questi presentato ad alcuni altri professionisti, tra i quali l'architetto-archeologo Giacomo Boni, dal quale apprese la conoscenza delle piante classiche. Tale conoscenza sarà ampiamente utilizzata nei suoi progetti futuri.
Nel 1908 per un breve periodo lavora come aiutante tecnico agli Ospedali Riuniti di Roma e presso il Servizio costruzioni delle Ferrovie dello Stato.
A partire da questo periodo risale probabilmente l'inizio della collaborazione professionale con Pompeo Passerini in alcuni dei suoi lavori, tra i quali il cantiere del Monumento a Vittorio Emanuele II. Qui entrò in contatto con molti degli artisti, scultori, pittori ed architetti che vi partecipavano, e successivamente alcuni di questi collaboreranno con lui in alcune delle sue opere. Particolarmente significativa fu l'amicizia con lo scultore Adolfo Cozza (forse conosciuto già precedentemente dal padre Angelo a Firenze, poiché circa nello stesso periodo entrambi avevano praticato l'attività di scultori a Firenze e frequentato lo studio di Giovanni Duprè) amicizia che dopo la morte di questi sarebbe continuata con il figlio scultore Lorenzo Cozza e con il nipote archeologo Lucos Cozza.
Sposa nel 1912 Maria Ravaglia, da cui ha quattro figli: Fabrizio (1912-2007, divenuto architetto) Giuliana, Marella e Fabio.
Nel 1913 vince il concorso come aiutante tecnico di III classe nell'amministrazione capitolina; viene incaricato a tempo indeterminato professore di architettura al Liceo artistico di Roma.
Viene progressivamente interessato a grandi e piccoli progetti del verde ed è nominato membro della Commissione di estetica cittadina - collaborando in veste o al di fuori di tale nomina ufficiale - con personaggi come lo storico dell'arte e archeologo Corrado Ricci, l'architetto Gustavo Giovannoni, lo storico dell'arte Antonio Muñoz e l'ingegnere Paolo Salatino, capo dell'ufficio tecnico del comune di Roma.

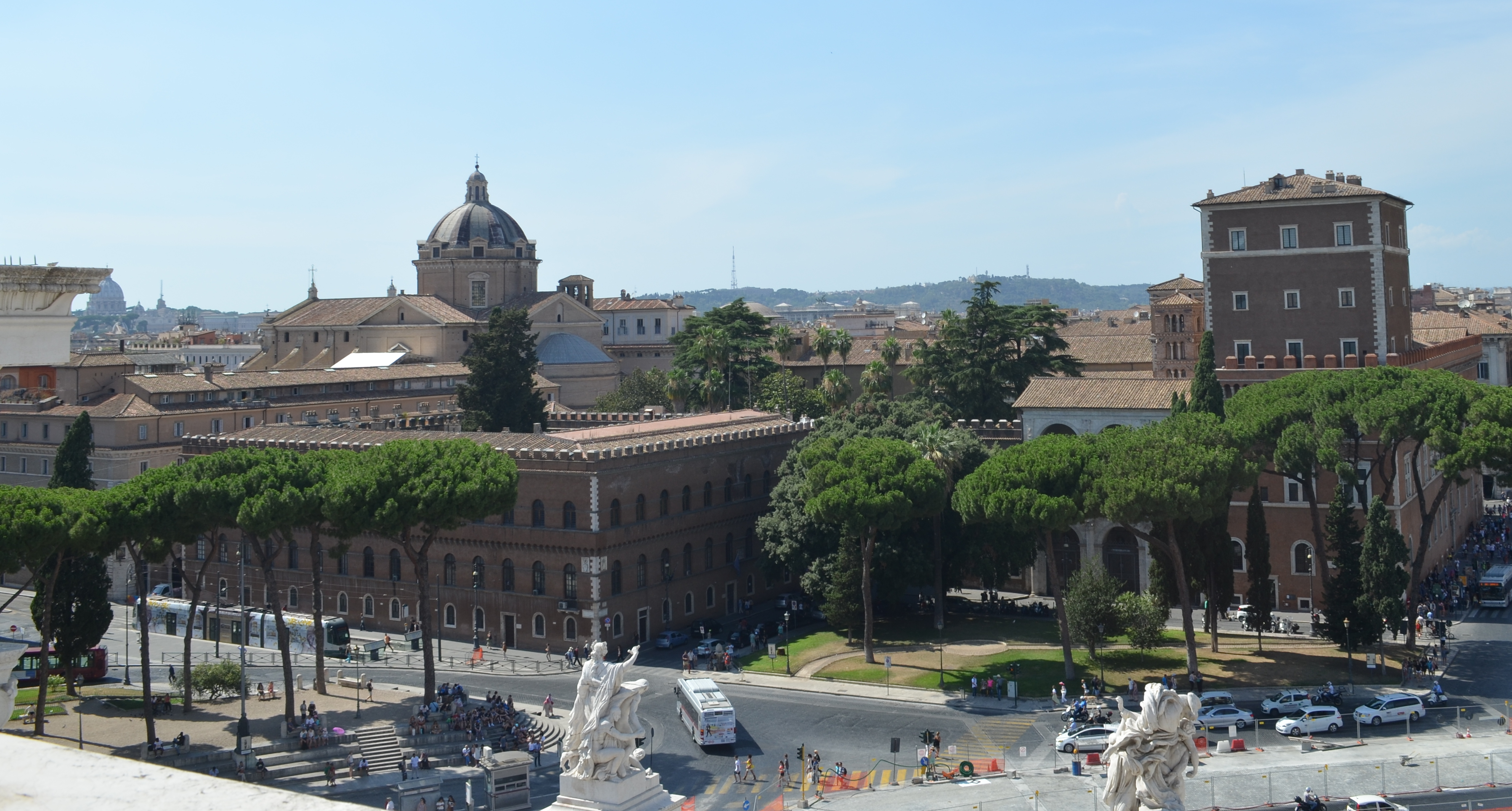
Sistemazione dell'area circostante l'Altare della Patria - area di piazza San Marco.

Presta servizio militare alla Caserma di Civitavecchia dal 1915 al 1919 con il grado di sottotenente come aiutante ingegnere. Gli viene concesso uno studio da parte dell'Accademia di Belle Arti sito nell'edificio storico di piazza del Ferro di Cavallo.
Trasferisce nel 1920 la residenza al Casale del Graziano a villa Borghese, dove rimarrà per tutta la vita.
Nel 1921 è nominato geometra principale nell'ufficio tecnico del comune di Roma.

### Progettista di parchi e giardini romani

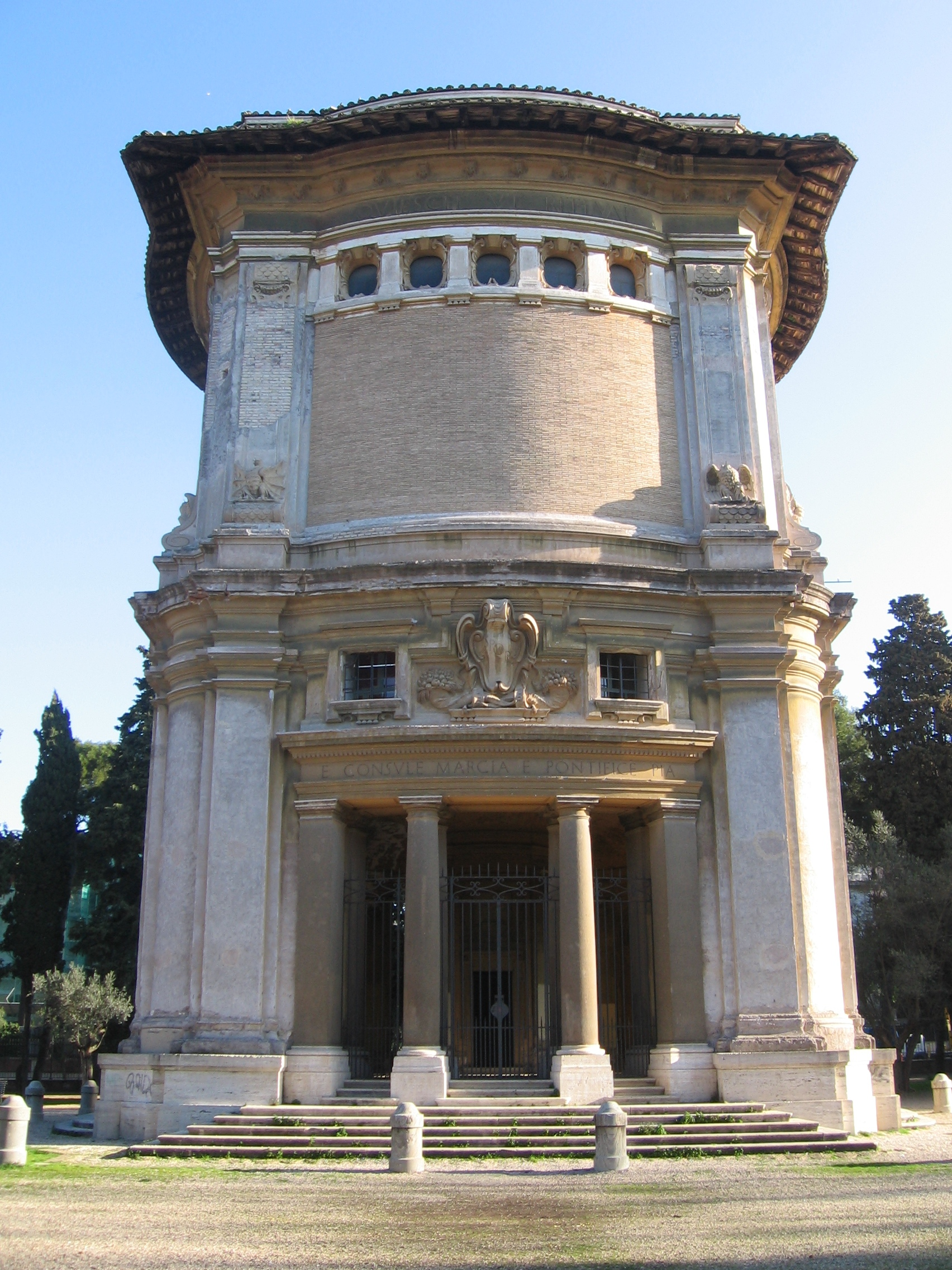
Serbatoio idrico a Parco dei daini (Villa Borghese)

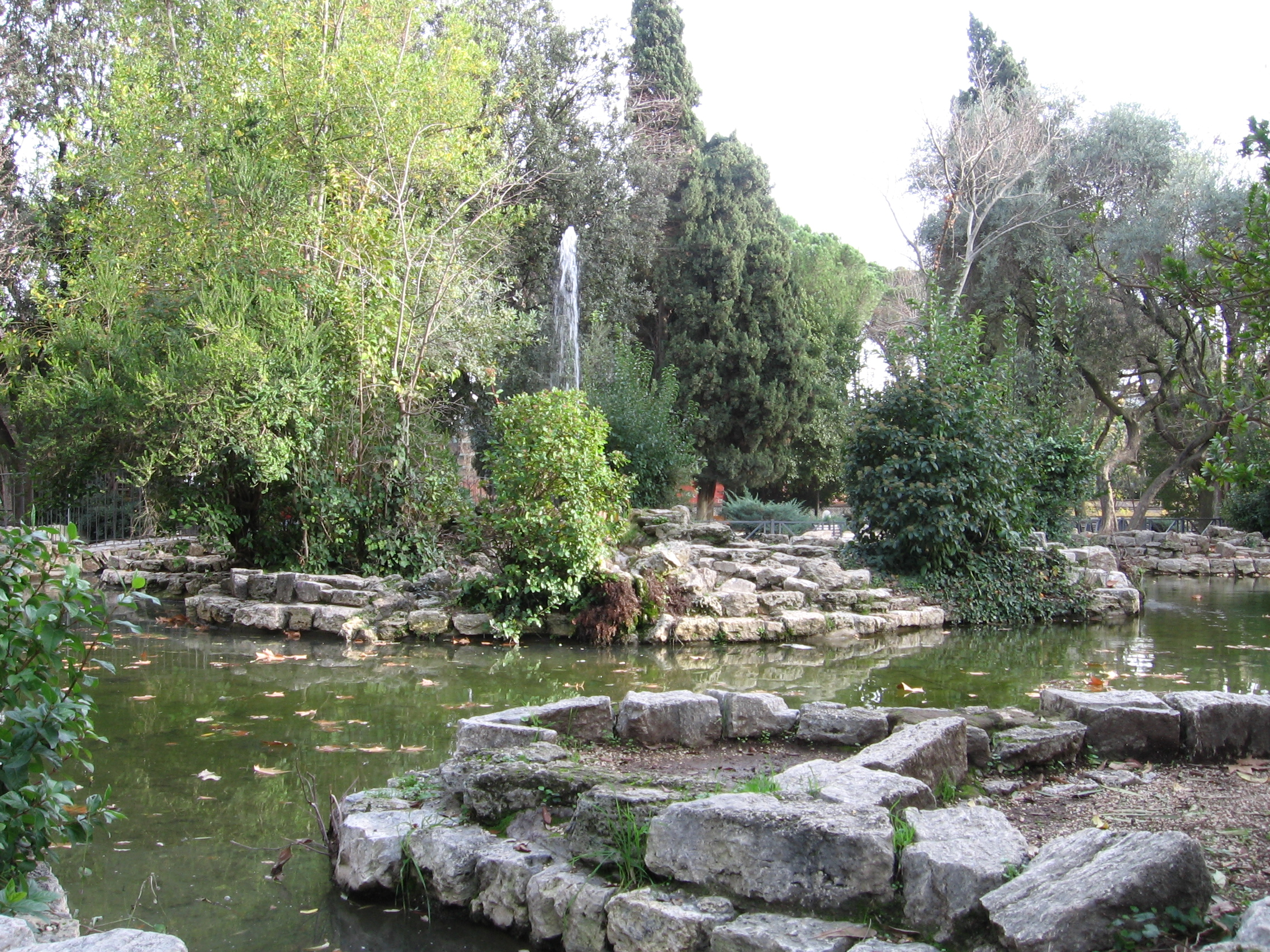
Parco Virgiliano in Via Nemorense

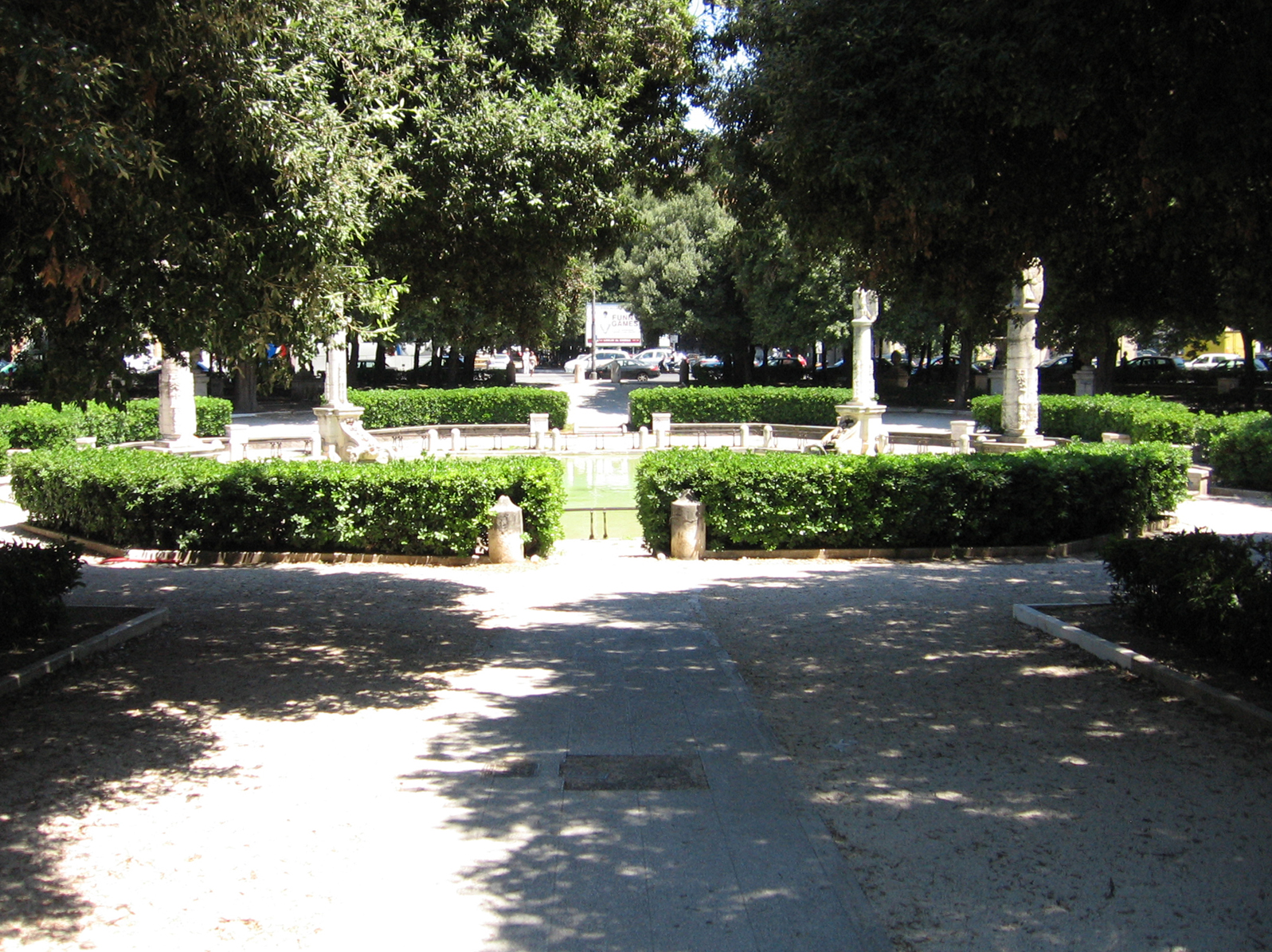
Fontana di Piazza Mazzini

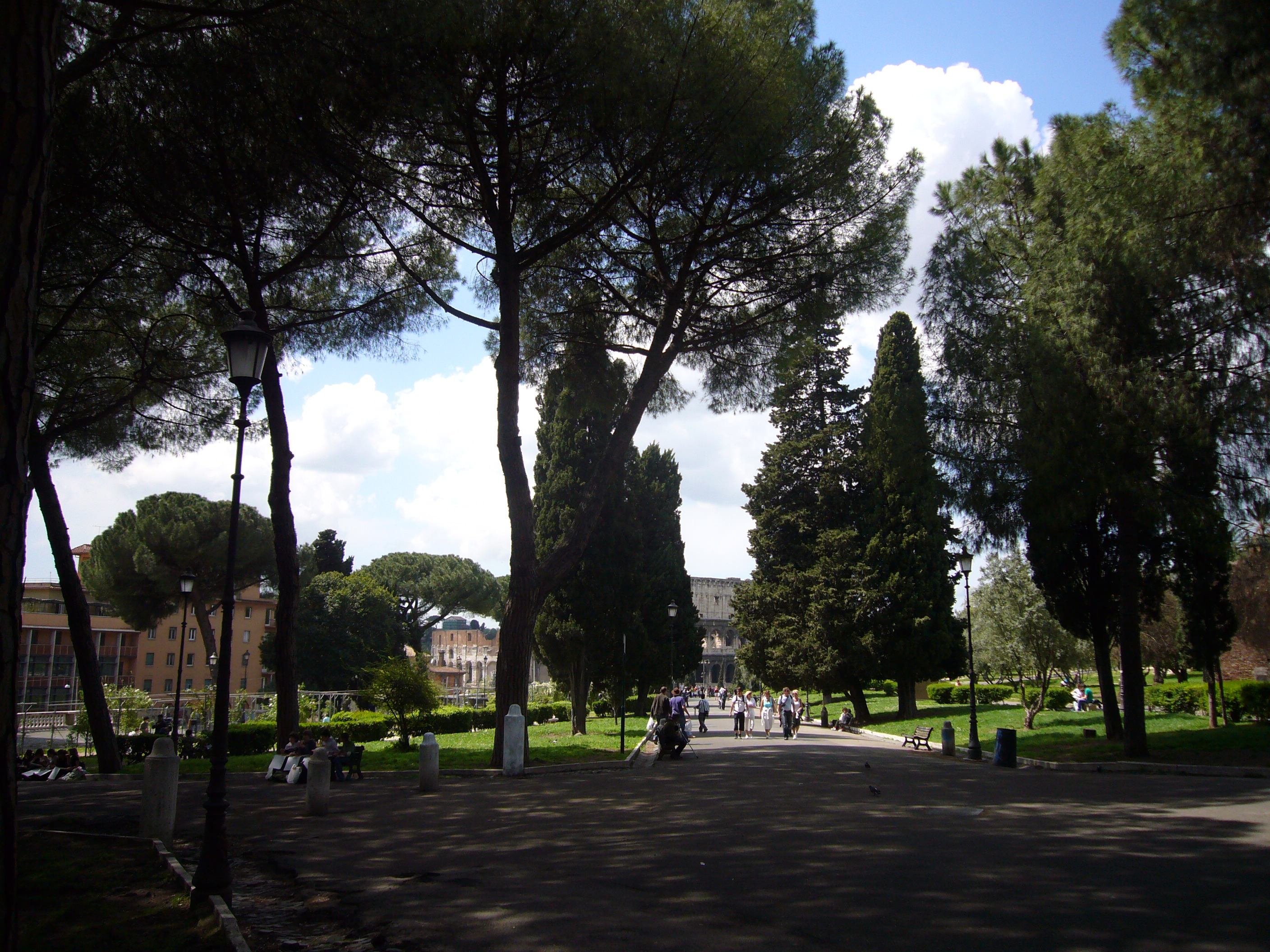
Il parco del Colle Oppio - viale della Domus Aurea, che traguarda sul Colosseo

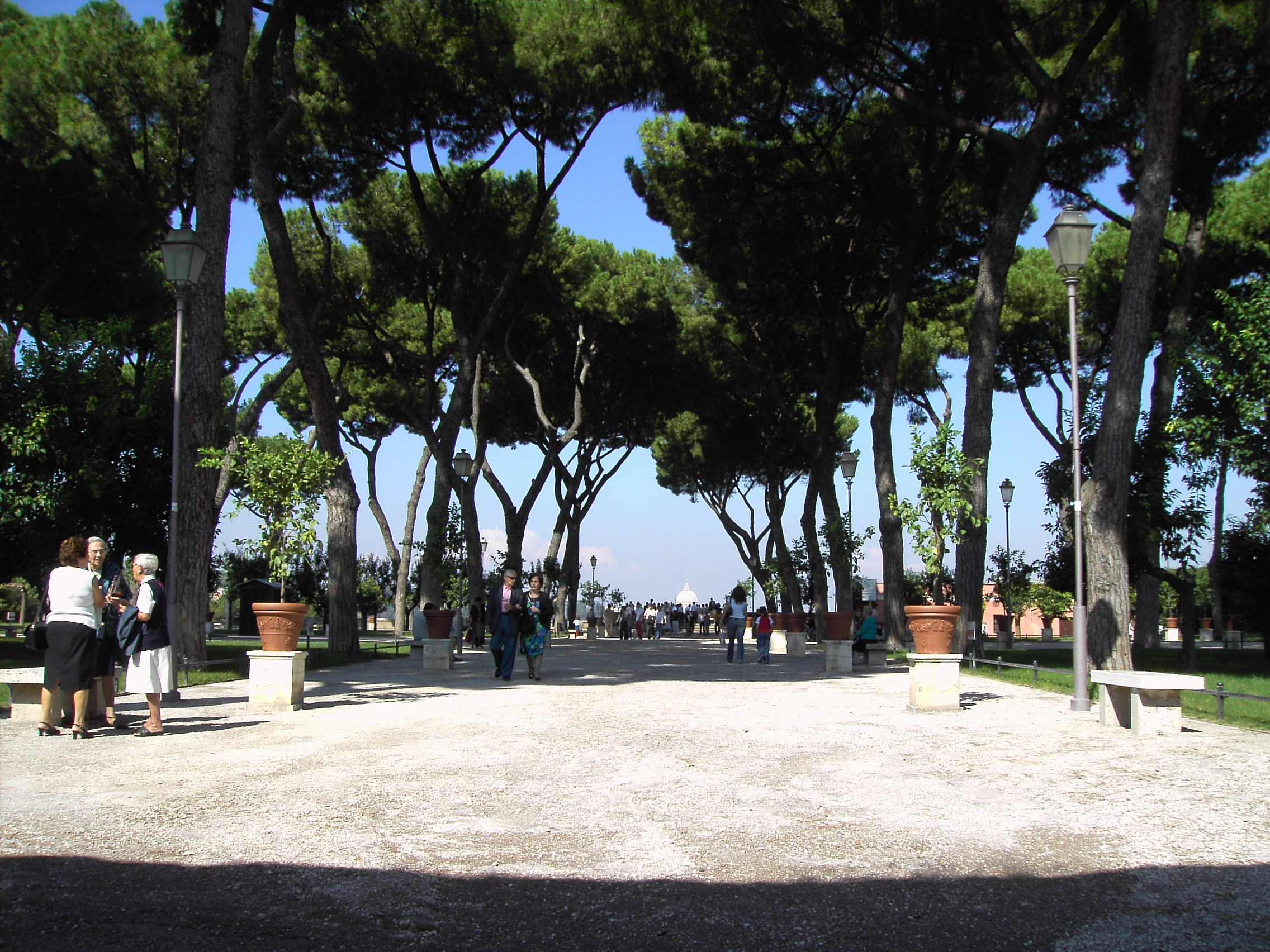
Viale del Giardino degli aranci, che traguarda scenograficamente sulla cupola di San Pietro

Consegue la laurea di architetto nel 1923 e viene iscritto nel relativo albo istituito nel 1920 (vi venivano iscritti per legge tutti coloro che fino ad allora si erano segnalati per la qualità nell'esercizio della professione). Viene nominato consulente artistico provvisorio del servizio giardini comunale (confermato nel 1924). Lo stesso anno è nominato in ruolo al Liceo Artistico di Roma quale aggiunto di Architettura e rassegna le dimissioni da tecnico comunale.
Su indicazione di Marcello Piacentini, viene nominato consulente generale per i parchi e giardini dell'E42 nel 1939; nel 1940 ha l'incarico della vigilanza sulle realizzazioni dei progetti ai parchi e giardini. In questo modo diventò il più importante architetto del verde della capitale e lo rimase per un trentennio; a lui la capitale deve l'aspetto di un consistente numero di parchi e giardini, situati in luoghi estremamente significativi della città. Si occupò infatti di una lunghissima lista di progetti e di realizzazioni, tra cui si citano i seguenti.
- Serbatoio d’acqua a Villa Borghese (e altri lavori nella villa, per un ventennio a partire dal 1915).
- Parco della Rimembranza di Villa Glori (1923-1924), di 28 ettari, che caratterizzò con gli stilemi del giardino romantico.
- Parco Flaminio (1924).
- Parco del Colle Oppio (1926-1932), di circa 20 ettari, nell'area delle Terme di Traiano e della Domus Aurea; nel corso dei lavori fu scoperta una sorgente e ciò gli fornì lo spunto per arricchire il parco di fontane e giochi d'acqua, caratterizzati da un ricchissimo insieme di sculture.
- Parco del "Monte dei Cocci" (monte Testaccio) (1931).
- Giardini Basilica di Santa Sabina sull'Aventino (1931).
- Giardini del Palazzo Caffarelli al Campidoglio (1925).
- Parco di Villa Fiorelli (1930-1931).
- Parco di Villa Paganini (1934).
- Parco degli Scipioni (1929).
- Giardino degli Aranci, sull'Aventino (1931). Il giardino prende nome all'arancio presso cui predicava San Domenico, ancora presente nel vicino chiostro di Santa Sabina e visibile tramite un foro aperto nel muro del portico della chiesa. De Vico diede al parco un'impostazione rigidamente simmetrica, con un viale mediano che traguarda sul belvedere e sulla cupola di San Pietro; il viale, a pini domestici, si apre in due slarghi a destra e a sinistra[5]. Il De Vico progettò però l'ingresso principale al parco fuori asse di simmetria, per non rendere subito visibile la suggestiva veduta e sorprendere così il visitatore nel momento in cui la scopre, con un espediente tipicamente barocco.
- Parco Virgiliano (1930).
- Giardini di via dei Fori Imperiali, allora via dell’Impero (1933), scenograficamente affacciati sulle grandiose rovine della Roma antica, la cui visione è incorniciata da maestosi pini italici.
- Sistemazione dell'area circostante l'Altare della Patria: giardini di piazza San Marco e di piazza della Madonna di Loreto) e due esedre arboree a gradoni, in collaborazione con l'archeologo Corrado Ricci (1931-1933). De Vico riuscì, con il suo intervento, a stabilire una simmetria rispetto all'Altare della Patria, nonostante la spiccata irregolarità degli spazi.
- Giardini di piazza Mazzini, in cui realizzò il raffinato "giardino-fontana", con una vasca ottagona e la realizzazione di quinte arboree che riuscirono a creare un ambiente raccolto nonostante il traffico circostante (1925-1926).
- giardini dell’EUR (1955-1961), in cui ideò il centrale giardino delle cascate (poi realizzato con modifiche negli anni Cinquanta) e le aree verdi della zona nord. Nel 1951, venne richiamato dall'Ente EUR a sovrintendere a tutto ciò che riguardava il verde di tutto il quartiere.

Si occupò inoltre dell'ampliamento del Giardino Zoologico (1928), in cui curò anche altri interventi sull'impianto originale (1928-1938), realizzando nuovi padiglioni, come il rettilario e la grande gabbia poliedrica della voliera, caratterizzate dalla fusione tra motivi decorativi e zoomorfi ed elementi funzionali.
È tra i fondatori, nel 1950, dell'Associazione Italiana degli architetti del giardino e del paesaggio insieme a Mario Bafile, Michele Busiri Vici, Giuseppe Meccoli, Pietro Porcinai, Elvezio Ricci (direttore del servizio giardini di Roma) e Maria Teresa Parpagliolo Shepard.
Dal 1955 al 1961 è capo del Servizio Giardini dell'EUR. Incaricato del completamento dei parchi e dei giardini dell'EUR-quartiere di Roma nell'ambito della restaurazione promossa da Virgilio Testa, cura il completamento di tutti i progetti eseguiti (modificandoli ai fini del contenimento delle spese) e la nuova progettazione del parco Centrale con la grande cascata sotto al palazzo dello sport (Marcello Piacentini – Pier Luigi Nervi) e dei due giardini gemelli degli ulivi.
L'Associazione italiana degli architetti del giardino e del paesaggio lo nomina socio onorario nel 1965 «… riconoscendo in lui il depositario delle nobili tradizioni del nostro paese nella ideazione del giardino come opera d'arte».
Muore il 15 agosto 1969 a Roma.

### Poetica

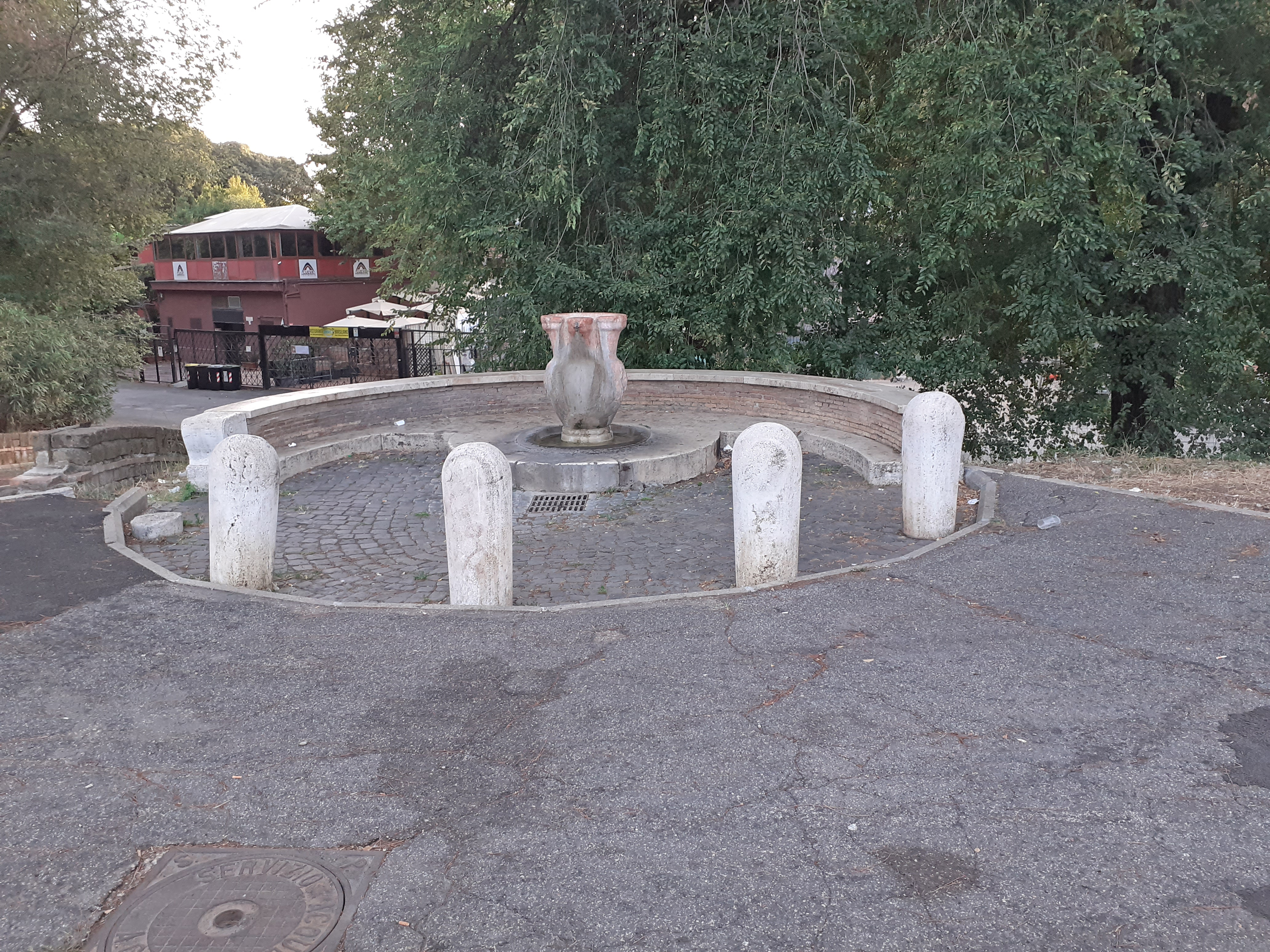
Fontana del Boccale sita a Testaccio realizzata da De Vico

Dagli studi presso l'Accademia di belle arti di Roma e dalla collaborazione con lo studio di Pompeo Passerini, adotta la poetica neobarocca in auge in quegli anni, detta "Barocchetto romano".
L'ulteriore apprendimento autodidatta gli ha permesso un'approfondita e sentimentale conoscenza di Roma, dei suoi monumenti e dei suoi giardini. 
La sua opera è caratterizzata da una personale cifra artistica sobria e pulita, dalla meticolosa attenzione all'inserimento nel contesto storico, urbanistico e architettonico dei suoi progetti, e dalla loro densa ma discreta carica decorativa.
Nel corso della sua carriera, a partire dai primi anni del 1900, si è dedicato alla progettazione e alla direzione dei lavori della maggior parte dei giardini pubblici di Roma, con un picco di attività durante gli anni del Governatorato. Anche nel settore dell'architettura edile ha realizzato importanti opere monumentali.

## Altre opere

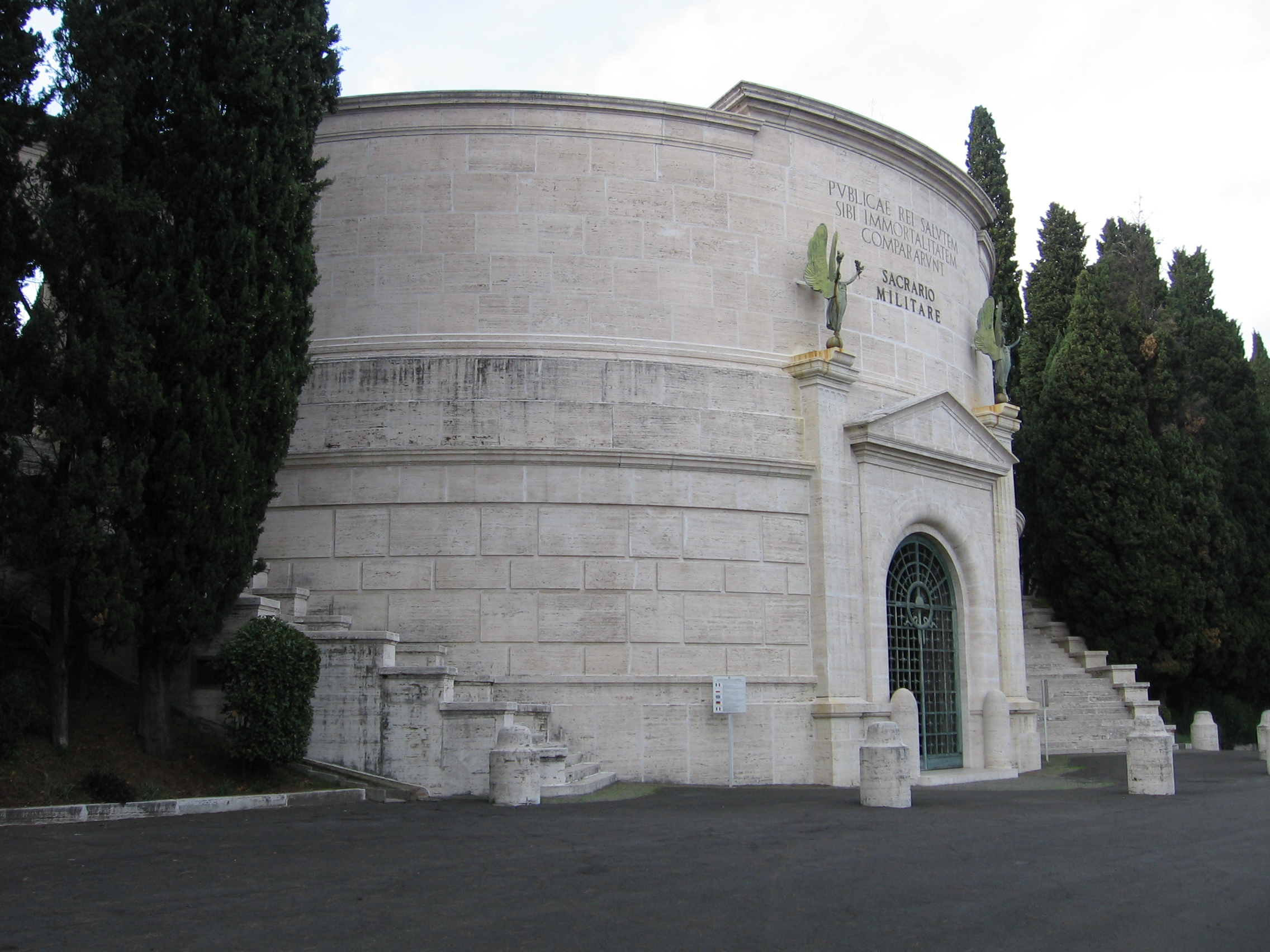
Monumento Ossario dei Caduti nella guerra del 1915-18, nel cimitero del Verano

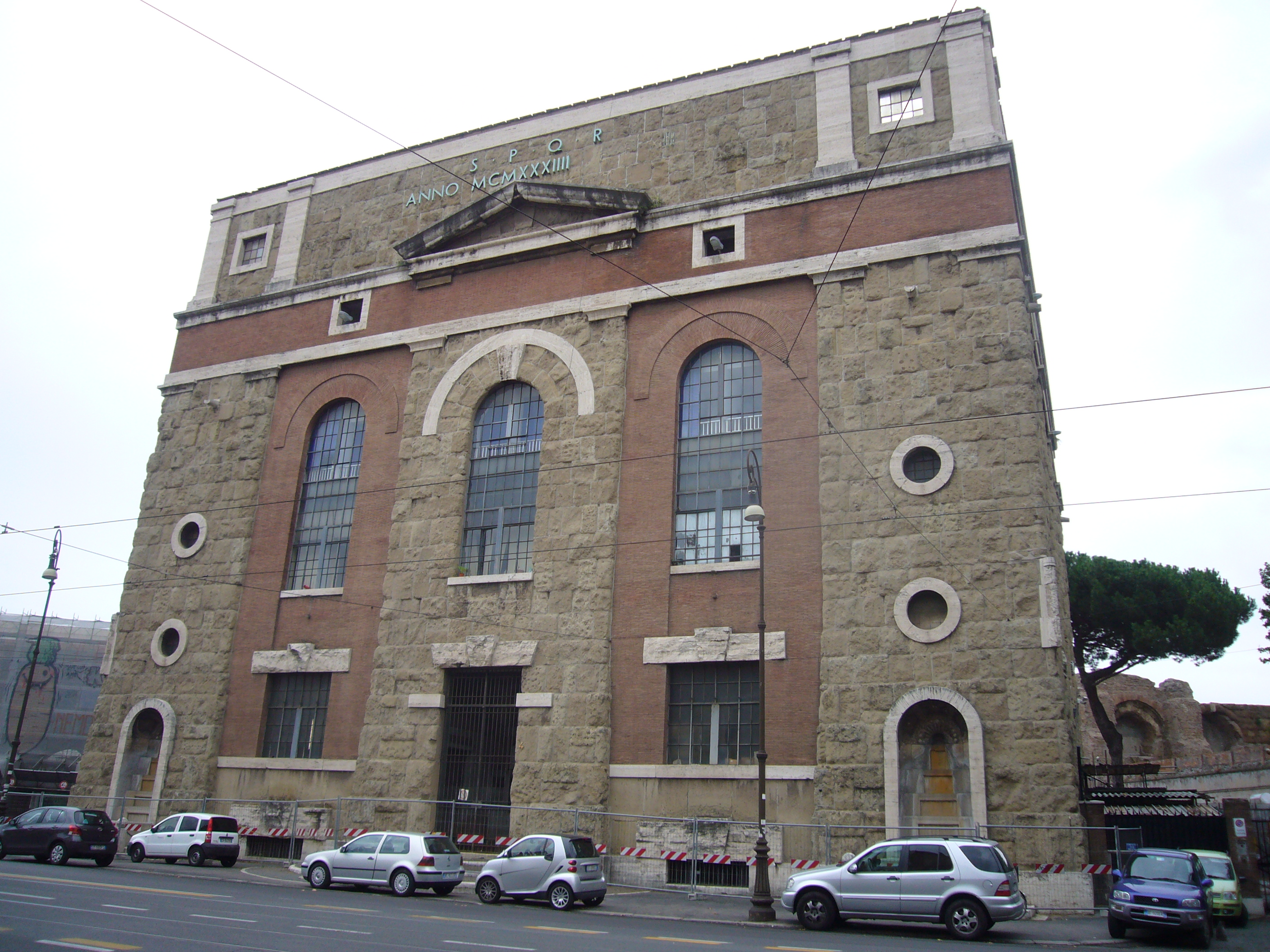
Cabina della distribuzione idrica di via Eleniana

- 1908 - varie opere in collaborazione con Pompeo Passerini, fra le quali: 
  - La Palazzina Internazionale dell'Agricoltura a Villa Borghese (oggi villa Lubin, ultimata 1911)
  - Il palazzo del Ministero dei Lavori Pubblici (1908-1927)
  - Il cantiere del Monumento a Vittorio Emanuele II.
- 1915 - Concorso nazionale per il Serbatoio d'acqua a villa Umberto I (realizzato nel 1925)
- 1920:
  - Concorso per il Ponte delle milizie.
  - Progetto per piazza Monte Grappa nel nascente quartiere Vittoria (realizzato nel 1930)
- 1922 - Concorso nazionale per il Monumento ai caduti della Grande Guerra (realizzato solo nove anni più tardi al Cimitero Monumentale Del Verano con il nome di Monumento Ossario dei caduti romani nella guerra del 1915–'18)[8]
- 1924 - Progetto per il Ponte lungo (non realizzato)
- 1925:
  - Progetto per il parco di Monte Mario: maestoso organismo scenografico sulle pendici del versante est del monte in asse con Viale Mazzini. Tale progetto non verrà realizzato se non in minima parte, limitatamente all'area del Parco della Vittoria.
  - Progetto per il rinnovo del Semenzaio comunale (Casaletto, Palazzina della Direzione, Aranciera)
  - Progetto per il giardino del Museo Mussolini in Campidoglio.
  - Progetto per l'Istituto tecnico di Guardiagrele.
- 1926
  - Progetto per la nuova Accademia di Belle Arti a Valle Giulia (non realizzato)
  - Progetto per teatro all'aperto a Villa Celimontana (non realizzato)
  - Progetto per i giardini a via Carlo Felice (Basilica di san Giovanni)
  - Progetto per l'ara e giardino dei caduti fascisti (Campidoglio)
  - Progetto per il giardino di Monte Sacro (Piazza Sempione)
  - Progetto per i giardini di Via Flaminia
  - riorganizzazione del vivaio e delle serre di San Sisto Vecchio (sino al 1927).
- 1927
  - Progetto per la Villetta D'Achiardi in via S. Sebastiano.
- 1928
  - Progetto per Viale Mazzini.
  - Ricostruzione del Teatro di Ostia Antica (in collaborazione con l'archeologo Guido Calza)
  - Progetto per il padiglione di Roma alla Esposizione Internazionale di Torino (Mostra di Floricoltura e Giardinaggio)
  - Progetto per la seconda parte della Passeggiata archeologica (poi Parco San Sebastiano)

1930:
- - Progetto per il giardino di Piazza Verbano.
  - Progetto per il giardino di Piazza Bologna.
  - Opere di sistemazione e restauro per Villa Sciarra.
- 1931
  - Progetto per il Giardino dei Ravennati a Porto (Ostia)
- 1933
  - Progetto per il Serbatoio idrico in via Eleniana.
  - Sistemazione del parco di Castel Fusano.
- 1934 - Progetto per Villa Paganini.
- 1935
  - Concorso per l'Auditorium di Roma (in collaborazione con Fabrizio de Vico): selezionato tra i sei vincitori.
  - Progetto della Fontana per la Mostra dell'Agricoltura al Quartiere Flaminio.
  - Progetto per Villa Lina - Igliori a Ronciglione.
- 1936:
  - Progetto per la Fontana Gabriele D'Annunzio.
  - Progetto per la tomba della famiglia Talenti a Nettuno.
  - Progetto per il Casale di Aguzzano (restauro-ampliamento e giardino per famiglia Talenti)
- 1937 - Progetto per la Fontana dell'Acqua Vergine nella prospettiva del Pincio, Piazza del Popolo
- 1938 - Progetto per Villa Acerbo a Caprara d'Abruzzo (restauro e sistemazione del parco)
- 1939 - Progetto per Parco Cestio (poi parco della Resistenza)
- 1940
  - Progetto per Giardini di piazza delle Finanze.
  - Progetto per Villa Alfano sull'Appia Antica.
- 1941 - Progetto per restauro della Chiesa della Madonna della Libera (Penne)
- 1942
  - Direzione dei lavori delle sistemazioni a verde del parco archeologico di Ostia Antica fino al 1951 (progetto di Michele Busiri Vici)
  - Progetto per il Monumento delle diciotto regioni italiche e delle colonie d'oltremare (non realizzato)
- 1945 -1950
  - Progetto per Villa Cecilia-Pia Marzi-Marchesi sull'Appia Pignatelli.
  - Progetto per la tomba della famiglia Palazzetti al Cimitero del Verano.
- 1947
  - Progetto per il parco con edifici di delizia per il villino di Umberto Palazzetti a via Cessati spiriti (realizzato in parte)
  - Progetto per il Parco all'Acqua Santa per Umberto Palazzetti (non realizzato)
- 1948 - Concorso per lo stemma della Repubblica Italiana.
- 1949 - Progetto per la Mostra d'acqua del Peschiera (non realizzato. Ipotesi alternativa al precedente progetto del Parco di Monte Mario)
- 1950 
  - Progetto per il Roseto di Roma.
  - Progetto per il serbatoio d'acqua per l'EUR (non realizzato)
- 1951 - Progetto per il Parco dantesco di Monte Mario (sviluppato dal precedente progetto per il parco di Monte Mario in collaborazione con Raniero Nicolai, non realizzato)
- 1955–1961 - Completamento dei parchi e dei giardini dell'EUR-quartiere di Roma.

## Archivio
Il fondo Raffaele de Vico è conservato presso l'Archivio storico capitolino del Comune di Roma. Il complesso documentario comprende principalmente fotografie, disegni, album, lastre fotografiche che illustrano l'attività professionale dell'architetto.